# Krynka (województwo lubelskie)
Krynka – wieś w Polsce położona w województwie lubelskim, w powiecie łukowskim, w gminie Łuków. 
| SIMC    | Nazwa      | Rodzaj      |
| ------- | ---------- | ----------- |
| 0679693 | Buńce      | część wsi   |
| 0679753 | Gaj        | osada leśna |
| 0679701 | Kolonie    | część wsi   |
| 0679760 | Kryńszczak | osada       |
| 0679776 | Kryńszczak | osada leśna |
| 0679718 | Przekory   | część wsi   |
| 0679782 | Smolarz    | osada leśna |
| 0679724 | Stara Wieś | część wsi   |
| 0679730 | Zadwórz    | część wsi   |
| 0679747 | Zagać      | część wsi   |

Miejscowość jest siedzibą rzymskokatolickiej parafii św. Jana Chrzciciela.
Pod względem fizycznogeograficznym wieś położona jest w strefie sandru na północno-zachodnim skraju Równiny Łukowskiej, przy wschodnim krańcu Lasów Łukowskich (Kryńszczak). W pobliżu wsi przechodzi dwutorowa zelektryfikowana linia kolejowa nr 2 Warszawa Centralna – Terespol z przystankiem Krynka Łukowska.
Wieś królewska położona była w drugiej połowie XVI wieku w ziemi łukowskiej województwa lubelskiego. W latach 1954–1959 wieś należała i była siedzibą władz gromady Krynka, po jej zniesieniu w gromadzie Gręzówka. W latach 1975–1998 miejscowość administracyjnie należała do województwa siedleckiego.
Wieś stanowi sołectwo w gminie Łuków. Według Narodowego Spisu Powszechnego z roku 2011 wieś liczyła 1398 mieszkańców. 
Krynka posiada szkołę podstawową i gimnazjum w składzie Zespołu Szkół, kościół parafialny, Ochotniczą Straż Pożarną, Ludowy Zespół Sportowy „Sokół”.
Urodził się tu Bolesław Dylak – polski nauczyciel i polityk ruchu ludowego, poseł na Sejm PRL VI kadencji.

## Linki zewnętrzne

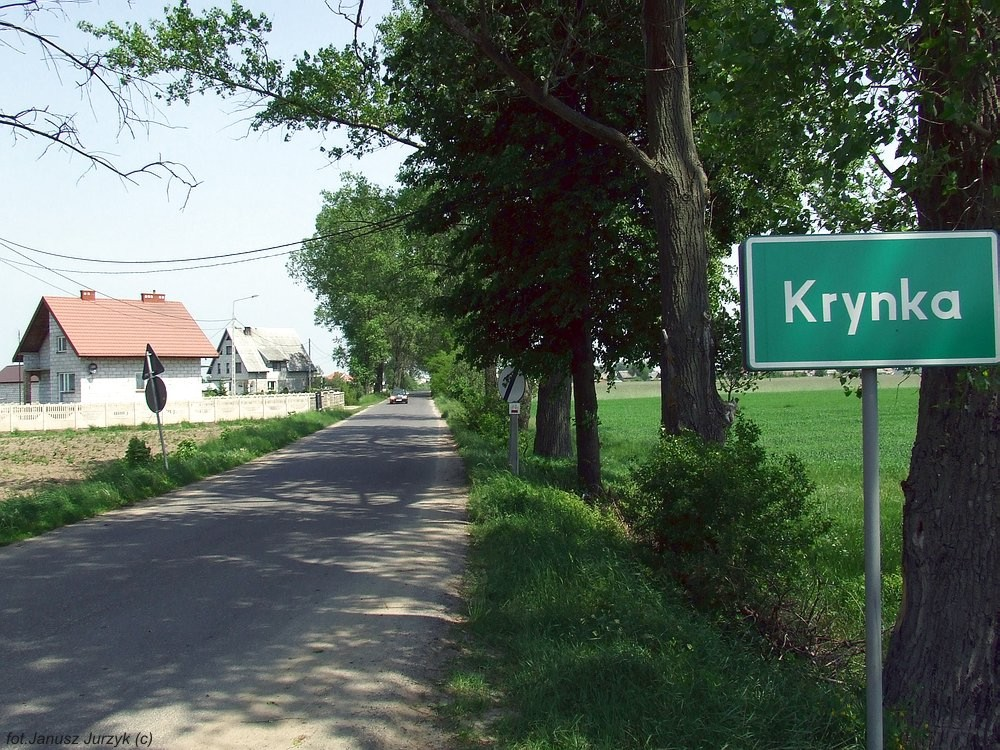
Krynka – wjazd od wsi
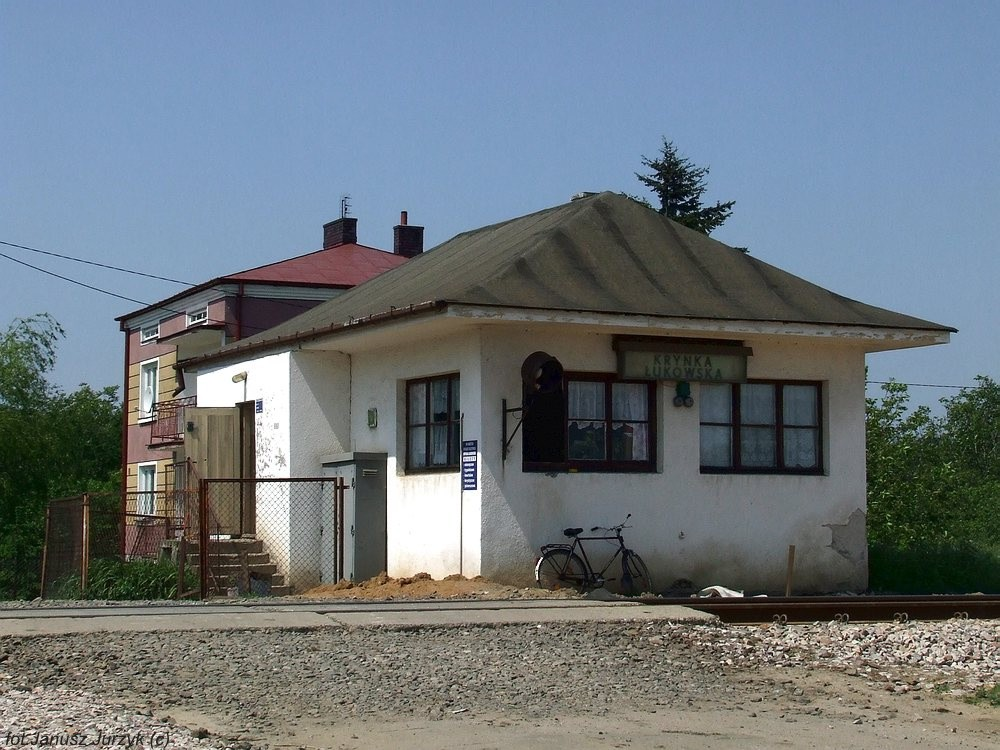
Krynka Łukowska – przystanek kolejowy